# Лук клубневой
Джусай (лук клубневой, китайский лук) (лат. Allium tuberosum) — вид растений, произрастающий в китайской провинции Шаньси, а также культивируемый и натурализованный в других странах Азии и по всему миру.

## Описание

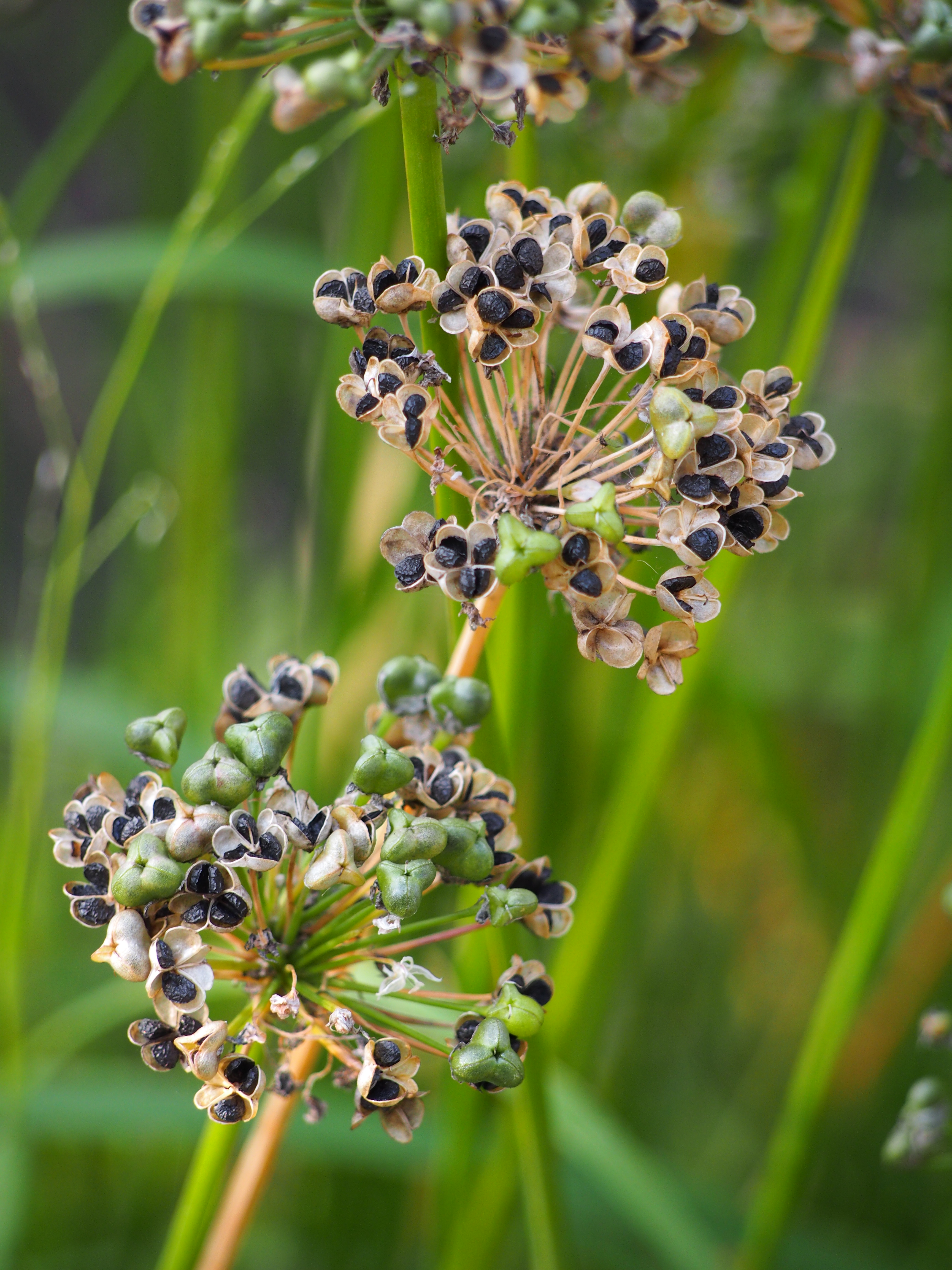
Соплодия с видимыми семенами, выращенный в Ботаническом саду Вроцлавского университета, Вроцлав, Польша.

Allium tuberosum — корневищное, образующее куртины многолетнее растение, растущее из небольшой продолговатой луковицы (около 10 мм в поперечнике), прочный и волокнистый. В отличие от репчатого лука или чеснока, у него лентовидные листья с треугольным основанием, шириной 1,5–8 мм. Он производит много белых цветов в круглой кисти (зонтике ) на стеблях высотой 25–60 см. Растет медленно разрастающимися многолетними группами, но также легко прорастает из семян. В более теплых регионах (зона 8 USDA и выше) может оставаться зеленым круглый год. В холодных районах (зоны 7–4b USDA) листья и стебли полностью отмирают до земли и весной прорастают из корней или корневищ.
Вкус больше похож на чеснок, чем на шнитт-лук.

## Таксономия
Первоначально описанное Йоханом Питером Роттлером, название вида было официально опубликовано Куртом Поликарпом Иоахимом Шпренгелем в 1825 году A. tuberosum классифицируется как Allium в подроде Butomissa (Salisb.) N.Friesen, секция Butomissa (Salisb.) Kamelin, группа, состоящая только из A. tuberosum и A. ramosum L., которые по-разному рассматривались как одна или две генетические единицы.

## Распространение и среда обитания
Allium tuberosum возник в сибирско-монгольско-северокитайских степях, но широко культивируется и натурализован. Сообщается, что он растёт в дикой природе в разбросанных местах в Соединенных Штатах (Иллинойс, Мичиган, Огайо, Небраска, Алабама, Айова, Арканзас и Висконсин). Однако считается, что он более широко распространен в Северной Америке из-за наличия семян и саженцев этого вида в качестве экзотического растения и из-за его высокой агрессивности. Этот вид также широко распространен на большей части континентальной Европы и является инвазивным в других регионах мира.

## Экология
Растение, цветущее с конца лета до осени, A. tuberosum является одним из нескольких видов Allium, известных как дикий лук и/или дикий чеснок, которые в различных частях мира, таких как Австралия, перечислены как вредные сорняки или как инвазивные «серьезные сильно воздействующие на окружающую среду и / или сельскохозяйственные сорняки, которые быстро распространяются и часто создают монокультуры».

## Выращивание

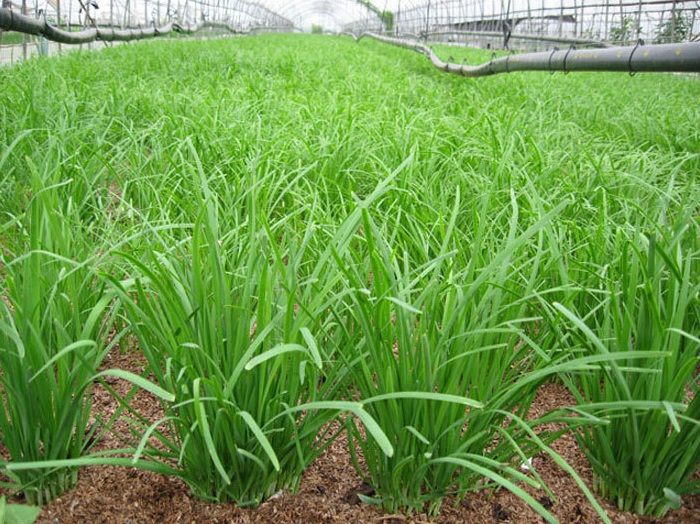
Теплица с грядами лука

Часто выращивается как декоративное растение в садах, доступно несколько сортов. A. tuberosum отличается более поздним цветением, чем большинство местных или натурализованных видов Allium. Он морозостойкий в соответствии с зонами 4–10 USDA (−30...+35°, −34...+2°С). Считается легким для выращивания во многих условиях и может легко распространяться семенами или может быть намеренно размножен путем деления кочки.
Был выведен ряд сортов либо с улучшенными листьями (например , «Шива») или стебель цветка (например , «Ньен Хуа»). В то время как в Азии основное внимание уделялось кулинарии, в Северной Америке интерес был скорее к декоративным. «Монстрозум» — это гигантский декоративный сорт.

## Использование
Используются в качестве декоративных растений, включая срезанные и сушеные цветы, кулинарные травы и в традиционной медицине. Веками широко культивировался в Восточной Азии из-за его кулинарной ценности. Плоские листья, стебли и незрелые нераспустившиеся цветочные почки используются в качестве ароматизатора. Другая форма «бланшируется» путем повторного выращивания после срезки под укрытием для получения бело-желтых листьев и более тонкого вкуса.

### Китай
Листья используются в качестве ароматизатора так же, как зеленый лук, зеленый лук в качестве ингредиента для жарки. В Китае их часто используют для приготовления пельменей с яйцами, креветками и/или свининой. Китайские лепешки, похожие на блины с зеленым луком, могут быть приготовлены с китайским луком вместо зеленого лука. Зеленый лук также является одним из основных ингредиентов, используемых в блюдах йи мейн. Его цветки ферментируются для приготовления цветочного соуса из чесночного лука (韭花 酱). При выращивании в темноте он известен как цзюхуан (韭黄) и используется в различных блюдах для жарки.

### Индия
В Манипуре и других северо-восточных штатах Индии его выращивают и используют в качестве заменителя чеснока и лука в кулинарии, а в Манипури он известен как марой накуппи. 

### Япония
В Японии, где растение известно как нира, оно используется как для придания чесночного, так и для сладкого вкуса, в супах мисо и салатах, жарком с яйцами и японских блюдах, таких как пельмени гёдза и жареная печень. 

### Центральная Азия
В странах Центральной Азии, таких как Казахстан и Кыргызстан, где это растение было завезено в результате выращивания уйгурскими фермерами и связей с соседним Китаем, чесночный лук известен благодаря транслитерации своего названия. Используется в кулинарии, иногда добавляется в качестве начинки в манты, самсу, лагман, юту, ашлан-фу,  и другие типичные блюда.

### Корея
Известный как бучу ( 부추 ), зеленый лук широко используется в корейской кухне . Их можно есть свежими, как намул, маринованными, как кимчи и джангаджи, и жарить на сковороде в бучимгае (блинах). они также являются одной из наиболее распространенных приправ, подаваемых с гукбапом (супом с рисом), а также обычным ингредиентом манду (пельменей). 

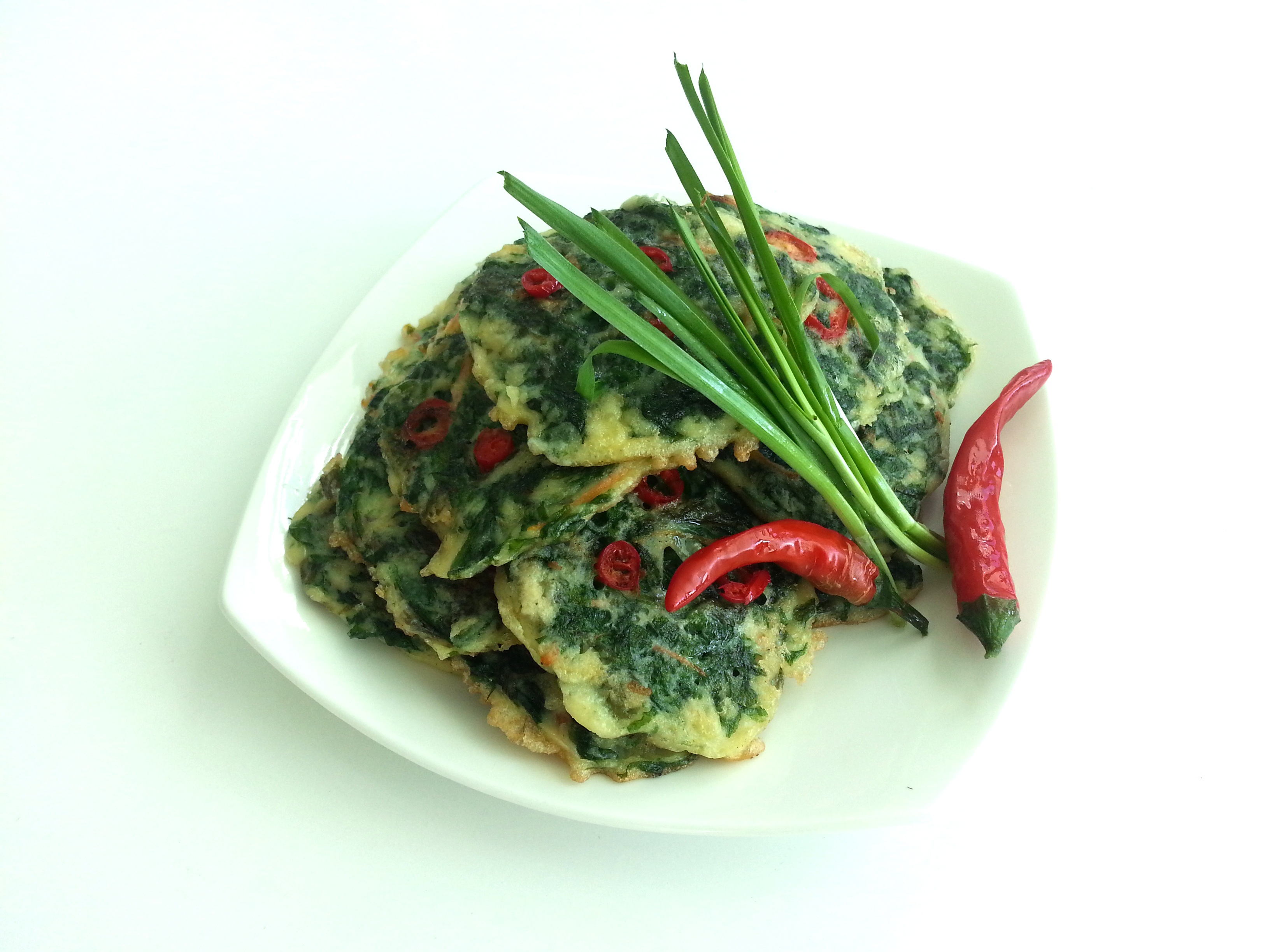
Пучучжон (чесночные оладьи с зеленым луком)
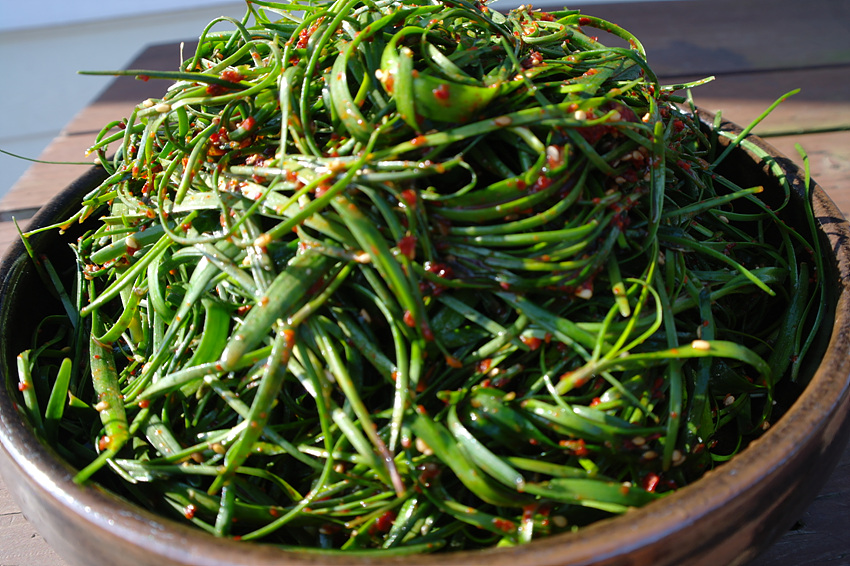
Buchu -geotjeori (свежий кимчи с луком и чесноком)
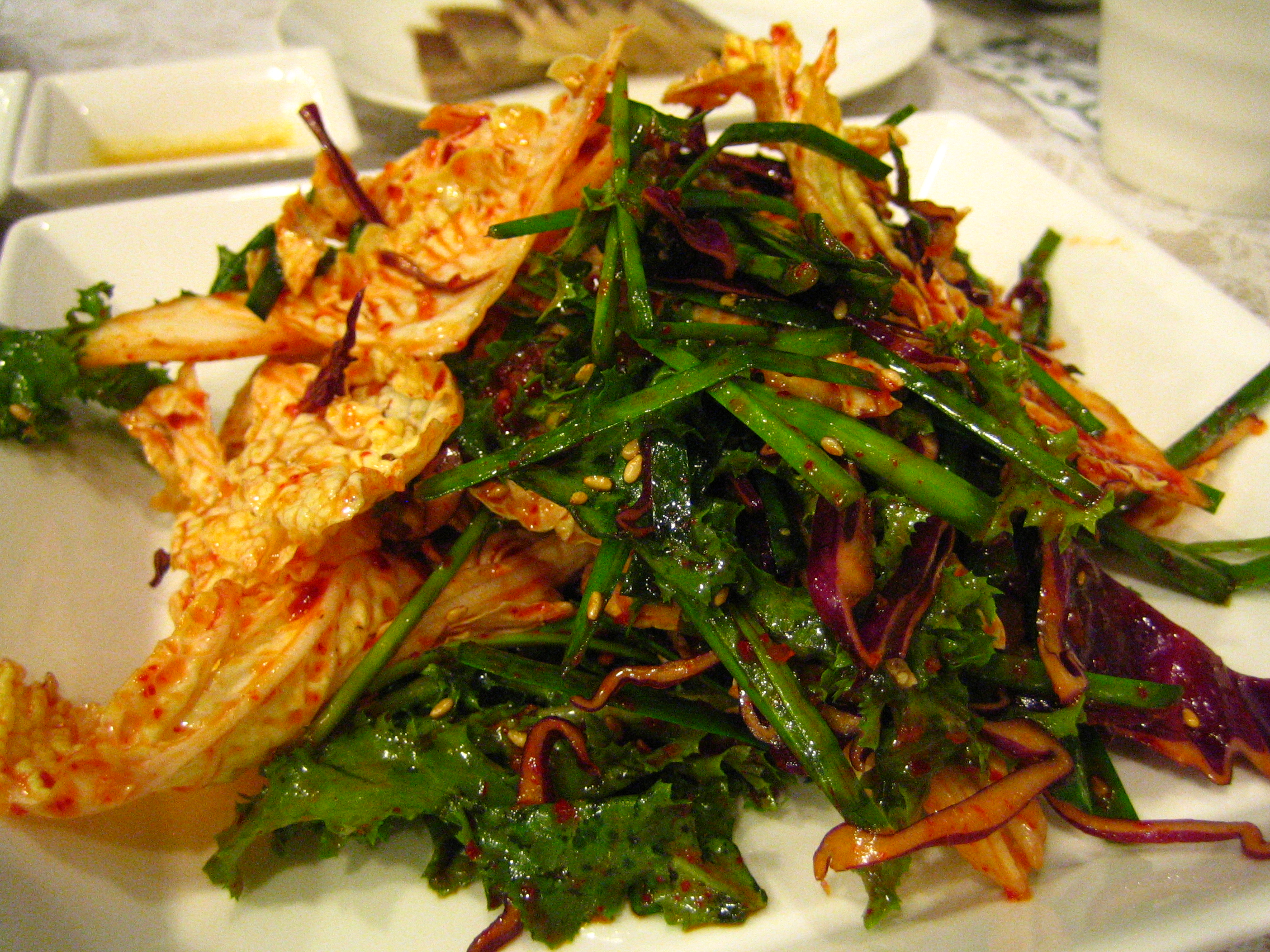
Бучу- кимчи (кимчи с луком и чесноком)
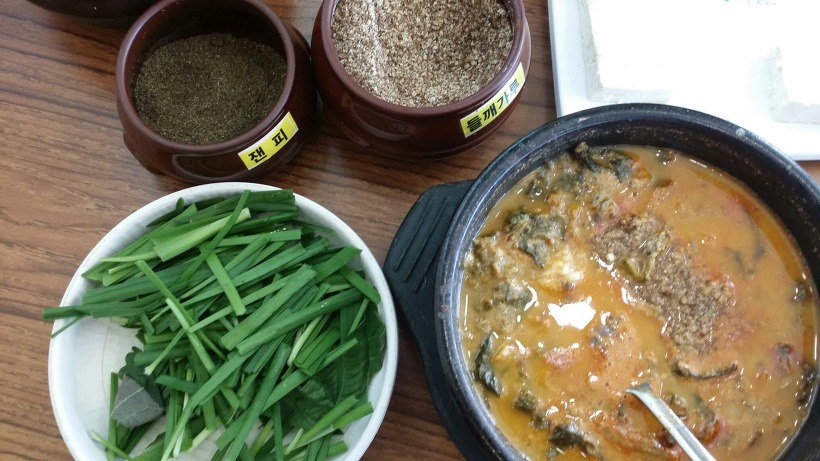
Чуео-тан (суп из гольца), подается с чесночным луком
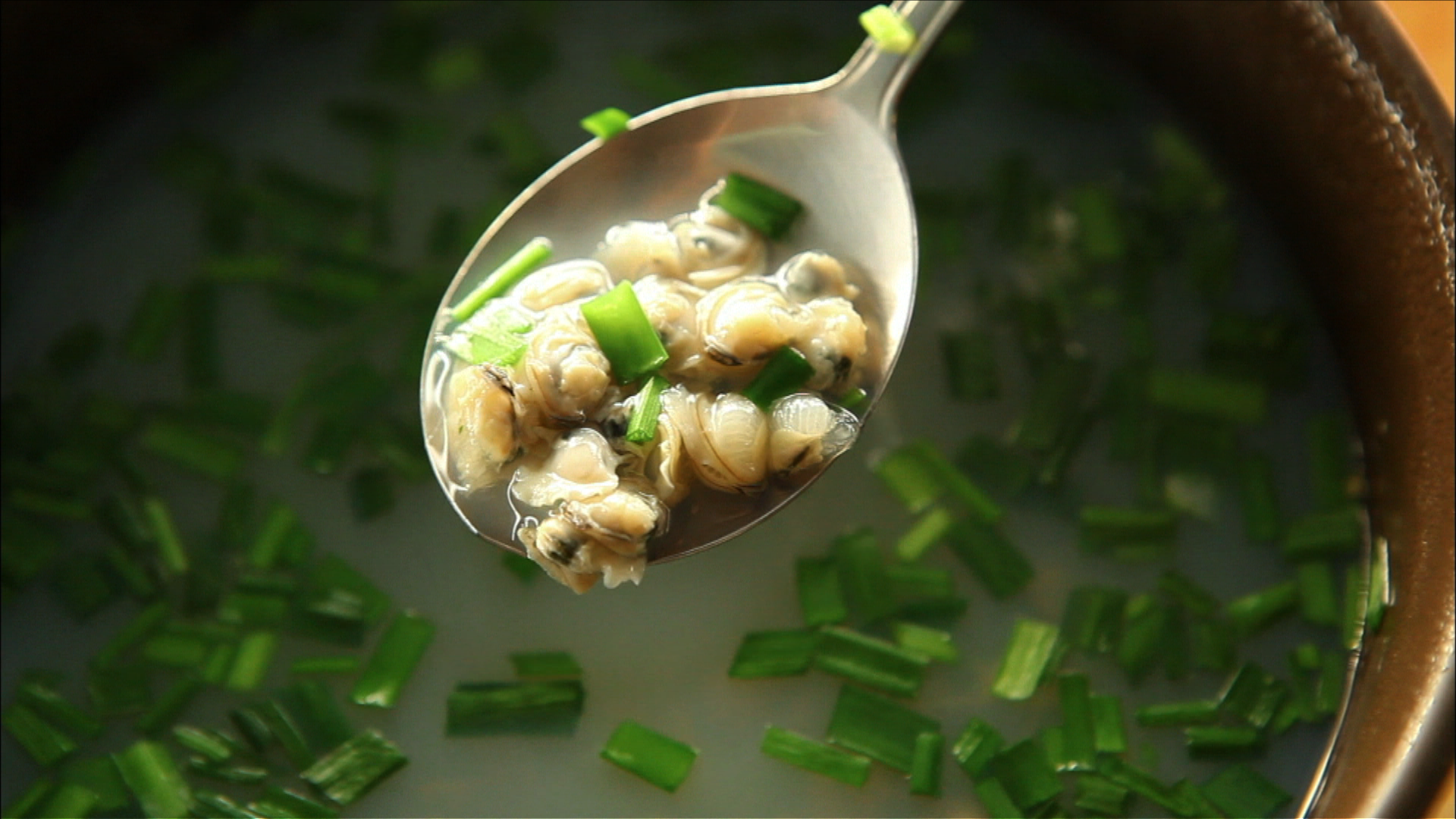
Чжечхоп-гук (суп из моллюсков ) с нарезанным чесночным луком

### Непал
В Непале повара жарят овощное блюдо с карри из картофеля и A. tuberosum, известное как дундуко саг.

### Вьетнам
Во Вьетнаме листья чесночного лука, известного как hẹ, нарезают на короткие кусочки и используют в качестве единственного овоща в бульоне с нарезанными свиными почками.

## Галерея

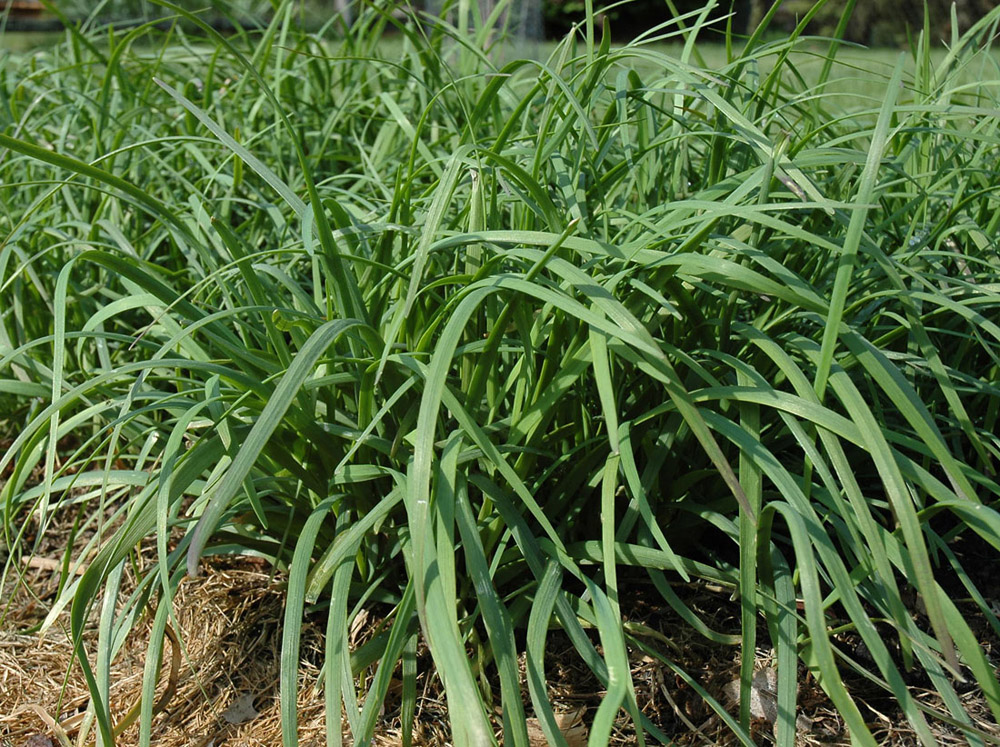
Growing as garden herb
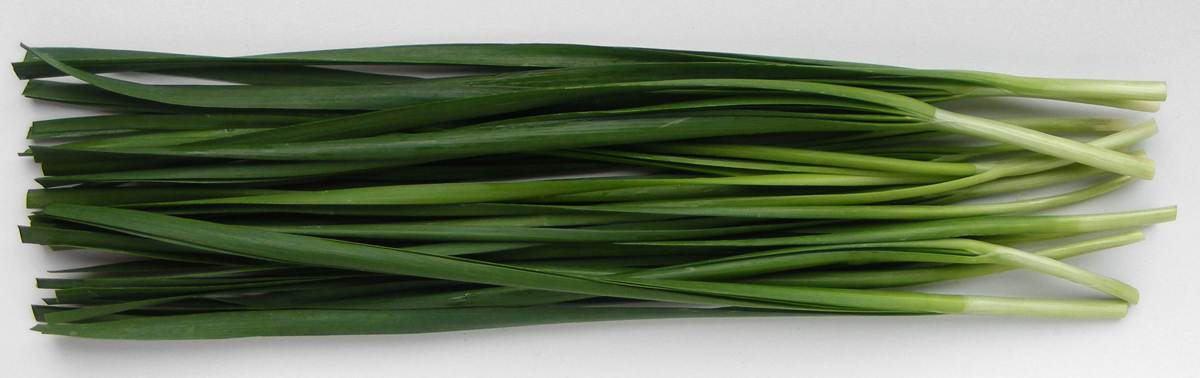
Prepared for cooking
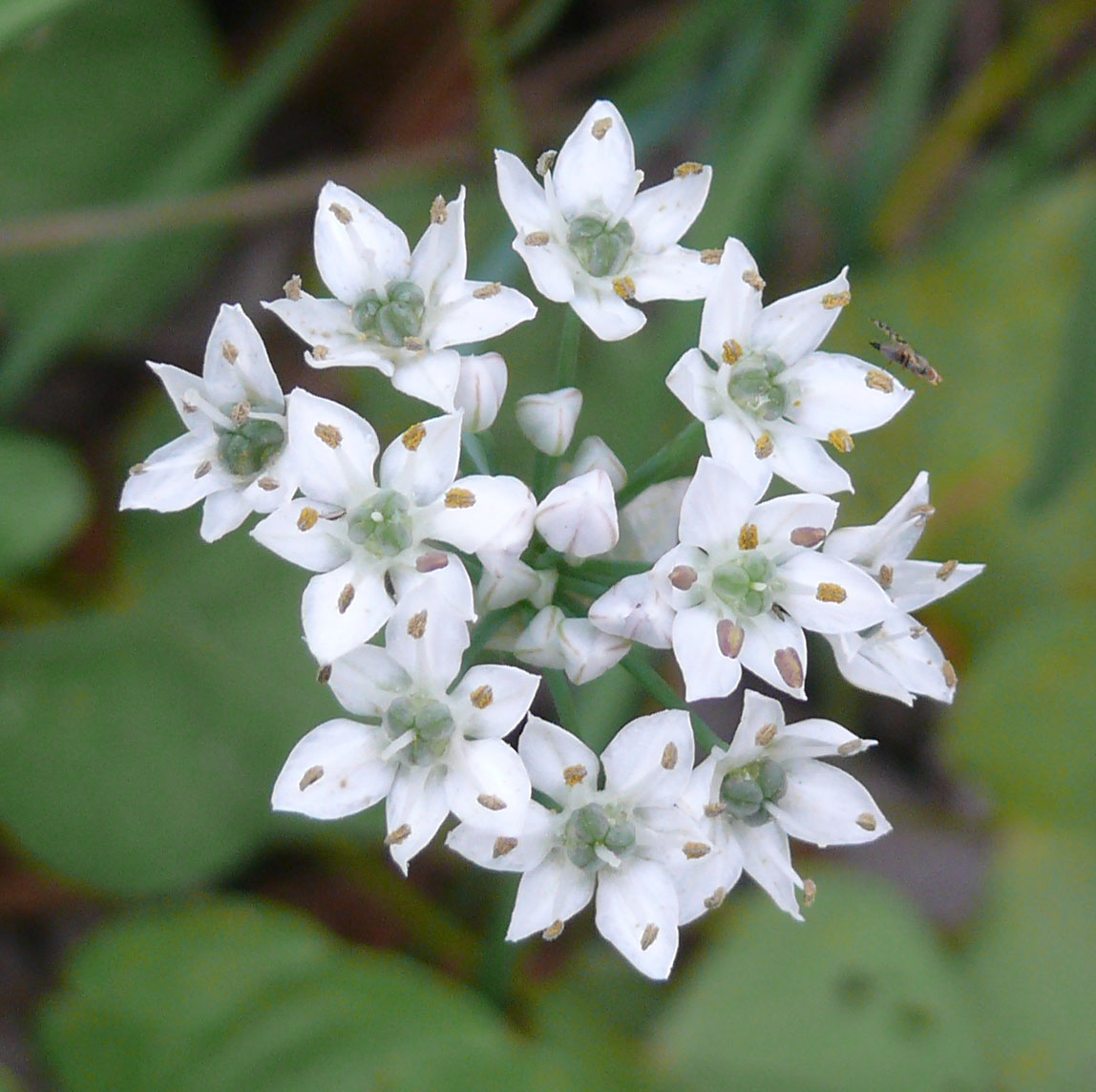
Inflorescence
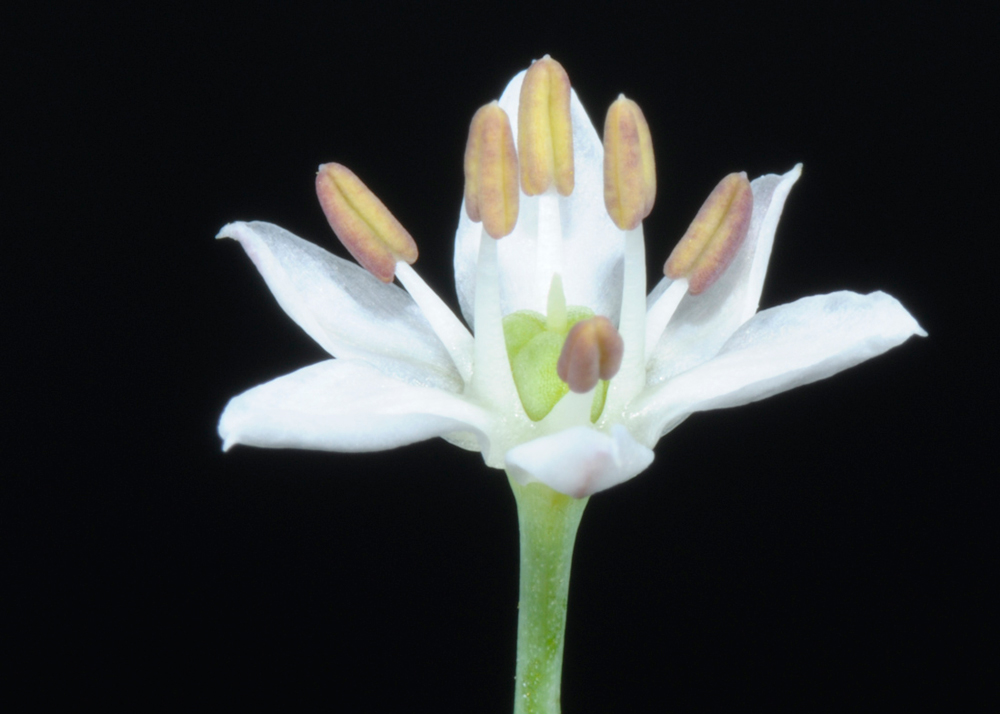
Individual flower
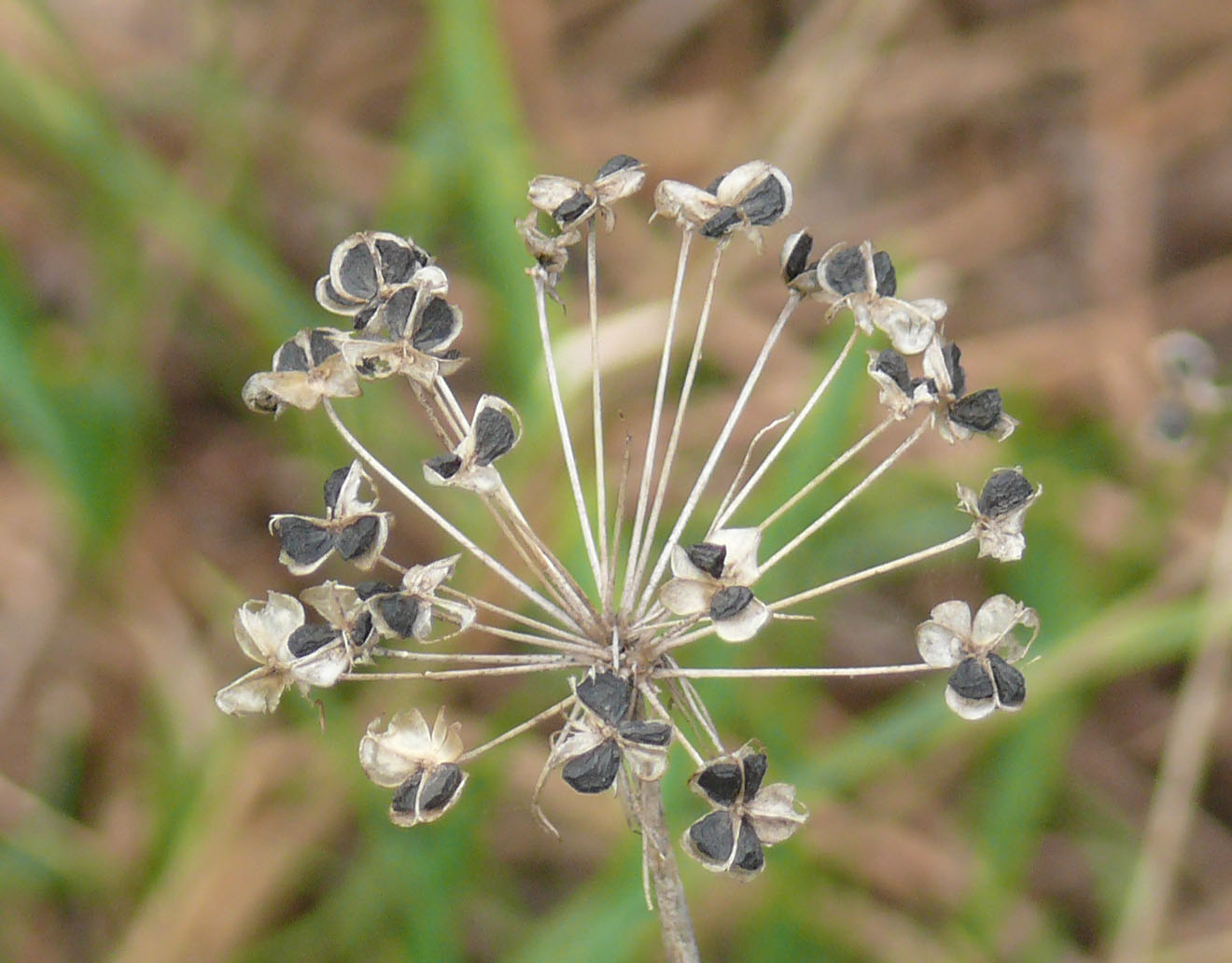
Seeds of garlic chives
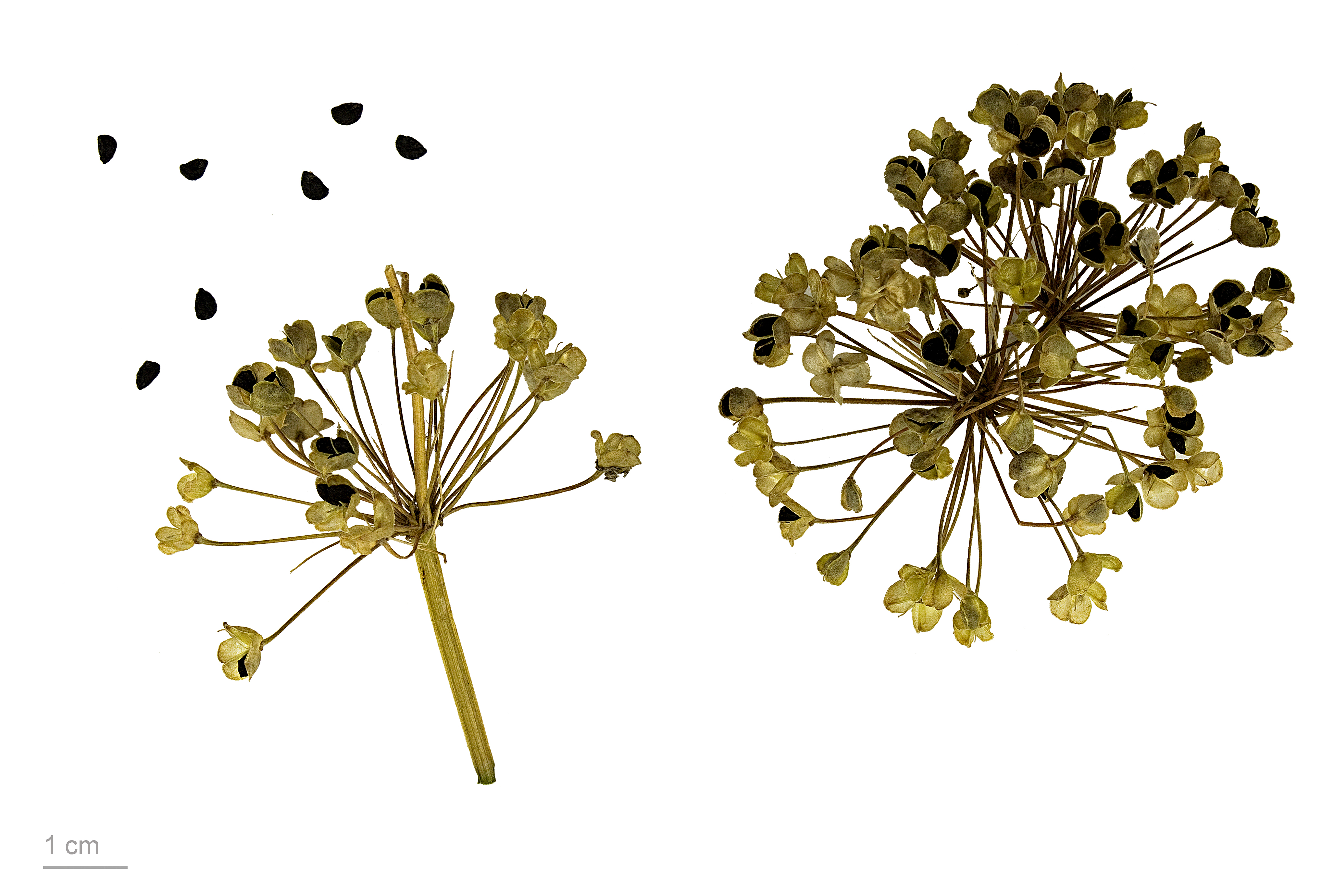
Fruit and seeds

### Книги и монографии
- Карл Линней. Systema Vegetabilium vol. ii. — 16th. — Göttingen: Sumtibus Librariae Dieterichianae, 1825. — С. 38.
- Эрик Блок[англ.]. Garlic and other alliums: the lore and the science. — Cambridge: Royal Society of Chemistry, 2009. — 474 с. — ISBN 978-0-85404-190-9.
- Brewster, James L. Chinese chives, Allium tuberosum Rottl. // Onions and other vegetable alliums. — 2. — Wallingford, UK: CABI, 2008. — С. 20. — ISBN 978-1-84593-622-8.
- Kays, Stanley J. 7.13 Allium tuberosum // Cultivated vegetables of the world: a multilingual onomasticon. — Wageningen : Wageningen Academic, 2011. — P. 33. — ISBN 9789086867202.
- Larkcom, Joy. Oriental vegetables : the complete guide for the gardening cook / Joy Larkcom, Elizabeth Douglass. — 2nd. — New York : Kodansha International, 2008. — ISBN 978-1-56836-370-7.
- Индра Маджупурия. Joys of Nepalese Cooking: A Most Comprehensive and Practical Book on Nepalese Cookery : 344 Easy-to-make, Kitchen-tested Recipes. — Lashkar (Gwalior), India: S. Devi, 1993. — 328 с. — ISBN 9789747315318.
- McGee, Rose Marie Nichols. The Bountiful Container / Rose Marie Nichols McGee, Maggie Stuckey. — Workman Publishing, 2002. — ISBN 978-0-7611-1623-3.
- Rabinowitch, H. D. Allium Crop Sciences: Recent Advances / H. D. Rabinowitch, L. Currah. — CABI Publishing, 2002. — ISBN 0-85199-510-1.
- Randall, RP. The introduced flora of Australia and its weed status. — Australian Weed Management, University of Adelaide, 2007. — ISBN 978-1-920932-60-2.
- Documenting domestication: new genetic and archaeological paradigms. — Berkeley, Calif. : University of California Press, 2006. — ISBN 978-0-520-24638-6.

### Статьи и публикации
- Friesen, N; Fritsch, RM; Blattner, Frank R (2006). Phylogeny and new intrageneric classification of Allium (Alliaceae) based on nuclear ribosomal DNA ITS sequences. Aliso. 22: 372–395. doi:10.5642/aliso.20062201.31. Дата обращения: 13 октября 2015.
- Li, Q.-Q.; Zhou, S.-D.; He, X.-J.; Yu, Y.; Zhang, Y.-C.; Wei, X.-Q. (21 октября 2010). Phylogeny and biogeography of Allium (Amaryllidaceae: Allieae) based on nuclear ribosomal internal transcribed spacer and chloroplast rps16 sequences, focusing on the inclusion of species endemic to China. Annals of Botany. 106 (5): 709–733. doi:10.1093/aob/mcq177. PMC 2958792. PMID 20966186.
- Oyuntsetseg, B; Blattner, F. R.; Friesen, N. (2012). Diploid Allium ramosum from East Mongolia: A missing link for the origin of the crop species A. tuberosum?. Erforsch. Biol. Ress. Mongolei (Halle/Saale). 12: 415–424.
- Saini, N; Wadhwa, S; Singh, G. K. (2013). Comparative study between cultivated garlic (Allium sativum) and wild garlic (Allium tuberosum). Global R Trad Rep. 1 (1): 12–24. Архивировано из оригинала 4 марта 2016. Дата обращения: 14 октября 2015.
- Blattner, Frank R. Relationship between Chinese chive (Allium tuberosum) and its putative progenitor A. ramosum as assessed by random amplified polymorphic DNA (RAPD) / Frank R Blattner, N Friesen. in Zeder et al (2006, Chapter 10. pp. 134–142)
- Fritsch, RM. Evolution, domestication and taxonomy / RM Fritsch, N Friesen., in Rabinowitch & Currah (2003, pp. 5–30)

### Сайты
- Allium tuberosum // World Checklist of Selected Plant Families. Royal Botanic Gardens, Kew (2015).
- The Plant List: A Working List of all Plant Species v. 1.1 (англ.) (2012).
- USDA PLANTS database. Allium tuberosum (2015).
- Floridata. Floridata Plant Encyclopedia (2015).
- Plants For A Future (англ.) (2015). Дата обращения: 6 октября 2015.
- RHS. Allium tuberosum (Chinese chives). Royal Horticultural Society (2015). Дата обращения: 14 октября 2015.
- Allium tuberosum Rottl. ex Spreng. Medicinal Plant Images Database (School of Chinese Medicine, Hong Kong Baptist University)  (кит. трад.)  (англ.)
- Hilty, John. Garlic chives (англ.). Illinois Wildflowers (2015). Дата обращения: 14 октября 2015.
- Allium tuberosum. Kwantlen Polytechnic University: School of Horticulture (2015). Дата обращения: 14 октября 2015. (недоступная ссылка)
- Allium tuberosum Rottler ex Spreng. Schede di botanica. Flora Italiana (2014). Дата обращения: 15 октября 2015. Архивировано 30 марта 2014 года.
- Norrington-Davies, Tom (8 апреля 2006). Spring it on them. The Telegraph. Дата обращения: 17 октября 2015.
- Maangchi. Asian chives (26 февраля 2008). Дата обращения: 18 октября 2015.
- Chinese Chives – Hẹ. Vietnamese Herbs (2015). Дата обращения: 18 октября 2015.
- Goh, Kenneth. Shredded Chicken Braised E-Fu Noodles (鸡丝韭黄伊府面）. Guai Shu Shu (30 марта 2015). Дата обращения: 18 октября 2015.
- Mahr, Susan. Garlic Chives, Allium tuberosum. University of Wisconsin Extension Master Gardener Program (30 августа 2010). Дата обращения: 19 октября 2015.
- Allium tuberosum. Missouri Botanical Garden. Дата обращения: 19 октября 2015.
- Miller, Sally G. Garlic Chives- Great In the Garden, But... Dave's Garden (14 июня 2014). Дата обращения: 19 октября 2015.
- Allium tuberosum. Hortipedia. Дата обращения: 19 октября 2015.
- Allium tuberosum 'Monstrosum'. Staudengärtnerei Gaißmayer (2015). Дата обращения: 19 октября 2015.